# Baumstachelratten
Baumstachelratten (Diplomys) sind eine Gattung der Familie Stachelratten (Echimyidae) mit zwei bis drei Arten.

## Merkmale
Das Fell dieser Nager ist rau, es gibt jedoch keine echten Stacheln. Die Farbe variiert auf der Oberseite zwischen rotbraun, rötlich und orange mit dunkleren Bereichen aufgrund eingestreuter schwarzer Haare. Auf der Unterseite ist das Fell hellbraun bis rosa. Der braune Schwanz ist nur mit dünnen Haaren bedeckt. Manchmal kommt eine unscheinbare schwarze oder weiße Quaste vor.
Baumstachelratten erreichen eine Kopf-Rumpf-Länge von 20 bis 48 cm und eine Schwanzlänge von 18 bis 28 cm. Sie wiegen 360 bis 430 g. Trächtige Weibchen der Panama-Baumstachelratte können sogar ein Gewicht von 490 g erreichen.

## Arten und Verbreitung
Mammal Species of the World (2005) listet drei Arten in der Gattung:
- Die Graukopfbaumstachelratte (Diplomys caniceps) ist nur aus einem kleinen Gebiet im Gebirge Kolumbiens bekannt.
- Die Panama-Baumstachelratte (Diplomys labilis) kommt von Zentral-Panama bis ins nördliche Ecuador vor.
- Die Rotschopf-Baumratte (Diplomys rufodorsalis) lebt endemisch in Nordost-Kolumbien. Bei einer 2005 durchgeführten Revision der Baumstachelratten wurde diese Art in eine eigene Gattung gestellt, Santamartamys.[3]

## Lebensweise
Baumstachelratten halten sich im Hügelland und in Gebirgen auf, wo sie feuchte Wälder und Gebüschflächen bewohnen. Sie sind nachtaktiv und klettern geschickt auf Bäumen und anderen Gewächsen. Abstände zwischen Ästen bis zu einem Meter können sie im Sprung überwinden. In Gefangenschaft gehaltene Exemplare konnten mit Früchten, Getreide und Mandeln ernährt werden. Trächtige Weibchen mit einem oder selten zwei Embryos wurden in verschiedenen Monaten aufgefunden.